# Close to the Edge
Close to the Edge — музичний альбом гурту Yes. Виданий 13 вересня 1972 року лейблом Atlantic Records. Загальна тривалість композицій становить 37:56 в основній версії і 64:59 — в розширеній. Альбом відносять до напрямку прогресивний рок.

## Список пісень
| #  | Назва | Автор                          | Тривалість |
| -- | --- | ------------------------------ | ---------- |
| 1. | «Close to the Edge" - "The Solid Time of Change" - "Total Mass Retain" - "I Get Up I Get Down" - "Seasons of Man» | Андерсон, Гау                  |            |
| 2. | «And You and I" - "Cord of Life" - "Eclipse" - "The Preacher the Teacher" - "Apocalypse»                          | Андерсон; Bruford, Гау, Сквайр |            |
| 3. | «Siberian Khatru»                                                                                                 | Андерсон; Гау, Wakeman         |            |

| бонус-треки (перевидання 2003 року) | бонус-треки (перевидання 2003 року)                 | бонус-треки (перевидання 2003 року) | бонус-треки (перевидання 2003 року) |
| #                                   | Назва                                               | Автор                               | Тривалість                          |
| ----------------------------------- | --------------------------------------------------- | ----------------------------------- | ----------------------------------- |
| 4.                                  | «America» (single version)                          | Paul Simon                          |                                     |
| 5.                                  | «Total Mass Retain» (single version)                | Андерсон, Гау                       |                                     |
| 6.                                  | «And You and I» (альтернативна версія)              | Андерсон; Bruford, Гау, Сквайр      |                                     |
| 7.                                  | «Siberia» (studio run-through of "Siberian Khatru") | Андерсон; Андерсон, Гау, Wakeman    |                                     |